# 鬼塚彩乃
鬼塚 彩乃（おにづか あやの、1999年12月20日 - ）は、日本の女子バスケットボール選手である。ポジションはシューティングガード。WKBLの牙山ウリィ銀行ウリィWON所属。

## 来歴
熊本県出身。
福大若葉高校でウィンターカップベスト8、愛知学泉大でインカレ準優勝。
2022年、日立ハイテク クーガーズにアーリーエントリーを経て加入。
2025年、日立ハイテクを退団。WKBLアジアクォータードラフトにて牙山ウリィ銀行ウリィWONに全体9位で指名される。